# Mario Tullio Montano
Mario Tullio Montano, född den 7 februari 1944 i Montecatini Terme, Italien, död 27 juli 2017 i Livorno, var en italiensk fäktare som tog OS-silver i herrarnas lagtävling i sabel i samband med de olympiska fäktningstävlingarna 1976 i Montréal.